# Ivonka Survillová
Ivonka Survillová, nepřechýleně Survilla, rozená Šymaniec (bělorusky Івонка Сурвілла, * 11. dubna 1936 Stoubcy) je běloruská politička a filoložka. Od roku 1997 je předsedkyní exilové Rady Běloruské lidové republiky.
V roce 1944 její rodina utekla před postupující frontou na Západ a její otec Uladzimir Šymaniec se stal ministrem financí v běloruské exilové vládě. Od roku 1948 žila ve Francii, kde studovala na École nationale supérieure des beaux-arts a na Pařížské univerzitě. Provdala se za Janka Survillu, oba pracovali ve Španělsku pro rozhlasové vysílání v běloruštině. Narodily se jim dvě dcery.
Od roku 1969 žije v Kanadě. Pracovala jako překladatelka pro organizaci Health Canada. V roce 1989 založila nadaci na pomoc obětem černobylské havárie. Také působila v Koordinačním výboru Bělorusů v Kanadě a věnovala se výtvarné činnosti. Dne 30. srpna 1997 vystřídala Jazepa Sažyče v čele exilové vlády a stala se první ženou v této funkci. V roce 2008 podepsala Pražskou deklaraci. Byla jí udělena Medaile diamantového výročí královny Alžběty II. Usiluje o svržení režimu Alexandra Lukašenka a podpořila protivládní protesty v roce 2020.